# Като Ідзумі
Като Ідзумі (24 березня 1990) — японська плавчиня.
Учасниця Олімпійських Ігор 2012 року.